# Lipova (Arad)
Lipova (pronunciat en romanès: [ˈLipova] ; Alemany i hongarès: Lippa ; Serbi: Липова, Lipova ; Turc: Lipva) és una ciutat de Romania, al comtat d'Arad, situada a la regió del Banat a l'oest de Transsilvània. Es troba a una distància de 34 A km d'Arad, la capital del comtat, a la zona de contacte del riu Mureș amb les muntanyes Zărand, l'altiplà occidental i els turons de Lipova. Administra dos pobles, Radna (Máriaradna) i Șoimoș (Solymosvár), i la seva superfície total és de 134,6 km quadrats.
El primer registre escrit de la ciutat es remunta a 1315 amb el nom de Lipwa. El 1324 es va esmentar l'assentament com a castellanus de Lypua, topònim que reflecteix el seu caràcter reforçat d'aquella època.
Segons el cens del 2011 la població de la ciutat era de 9648 habitants. Els grups ètnics eren: 94% romanesos, 2,89% hongaresos, 1,47% gitanos, 1,27% alemanys, 0,07% eslovacs, 0,18% ucraïnesos i 0,1% d'altres nacionalitats o no declarades.

## Etimologia
El seu nom deriva de la paraula eslava lipa, til·ler amb sufix -ova.

## Història

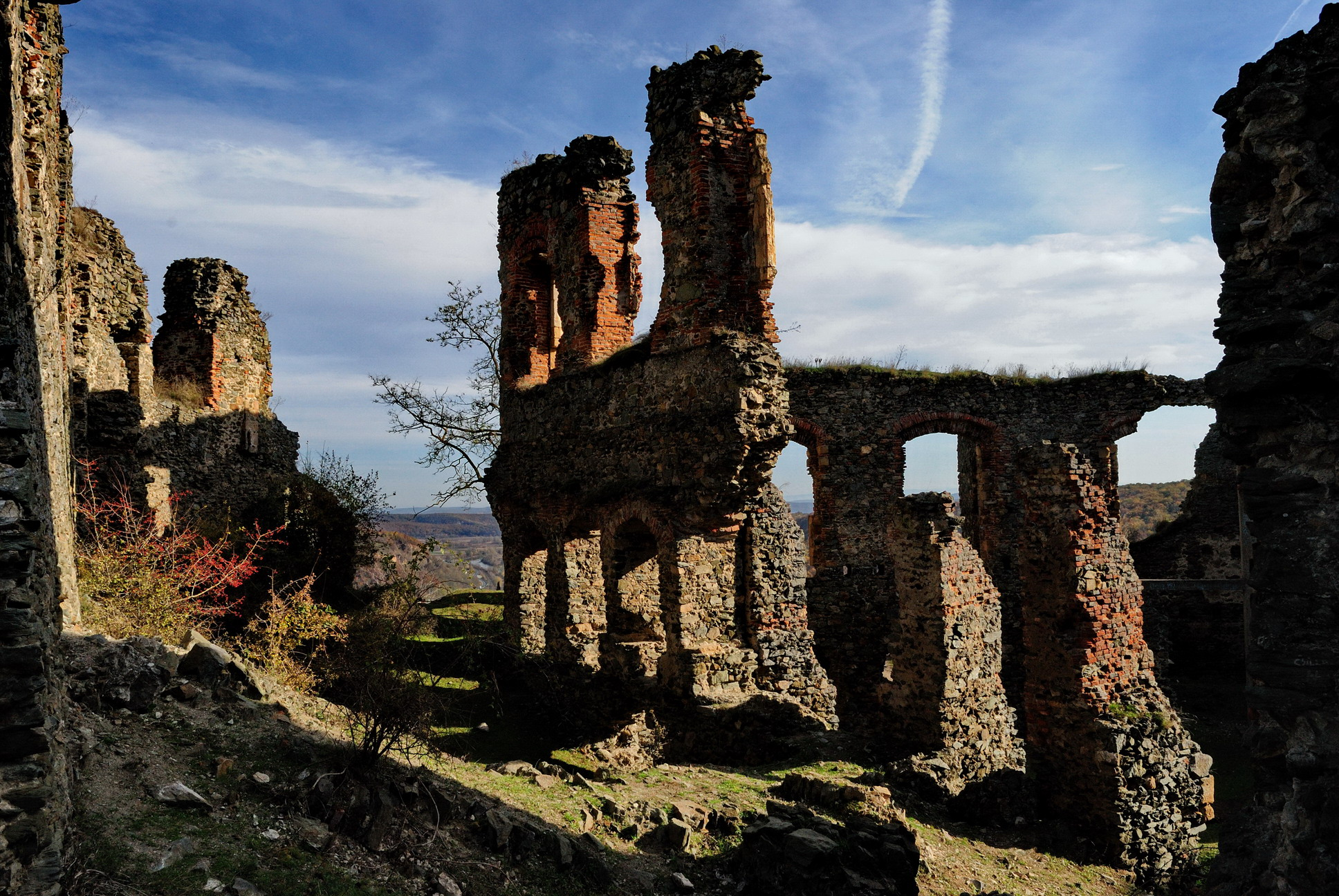
Ruïnes de la Ciutadella de Șoimoș

Situada a l'encreuament de les carreteres que condueixen a Transsilvània, Banat i Valàquia, Lipova tenia una història plena de vicissituds. Estava situat estratègicament a la sortida del congost dels Mureș i, en conseqüència, era un centre extremadament envejable. Després de la invasió tàrtara el 1241, es van reconstruir les fortaleses i les línies del futur assentament urbà van començar a contornar-se al voltant del castell. Hi ha diversos noms de personalitats històriques famoses relacionades amb aquest castell, com ara Joan Hunyadi, Maties Corví, György Dózsa, John Zápolya, etc.
A causa de les contínues disputes, la ciutat ha quedat quatre vegades sota administració turca (entre 1552 i 1595, entre 1613 i 1686, entre 1690-1691 i entre 1695 i 1716), i a partir del 1716 va passar a ser dominada pels Habsburg. Als segles XVIII-XIX, Lipova era un centre econòmic ben desenvolupat on treballaven artesans famosos. En el període de la revolució del 1848-49 i a principis del segle xx, Lipova es va convertir en un important centre d'emancipació política i nacional, a causa de l'activitat de personalitats destacables, com Nicolae Bălcescu, Vasile Goldiș, Alexandru Mocioni i Teodor Șerb.
El castell de Șoimoș també ha participat dels períodes vicissitudinaris successius relacionats amb els fets històrics de Lipova i amb el paper defensiu de la porta d'entrada principal de Transsilvània.

## Atraccions turístiques
La indústria automobilística, la lleugera, els serveis i el turisme són els sectors econòmics més representatius. Els llocs turístics de la ciutat inclouen elements tant naturals com antròpics. A causa de l'abundància d'atraccions turístiques, Lipova és un important centre turístic. La reserva natural "Balta Șoimoș", el castell de Șoimoș, el monestir anomenat "Santa Maria" a Radna, l'església anomenada "Buna Vestire" a Șoimoș, l'església anomenada "Adormirea Maicii Domnului", el museu de la ciutat, el "Sub dughene" bazar (basar turc), els voltants de l'ajuntament (carrer Nicolae Bălcescu) i el bany termal on brollen fonts amb aigua mineral curativa.

## Fills il·lustres
- Carmen-Francesca Banciu, novel·lista
- Ion Vincze, activista comunista
- Jovan Nenad, autodeclarat emperador de Sèrbia
- Tinu Veresezan, cantant